# Tommaso Mercandetti

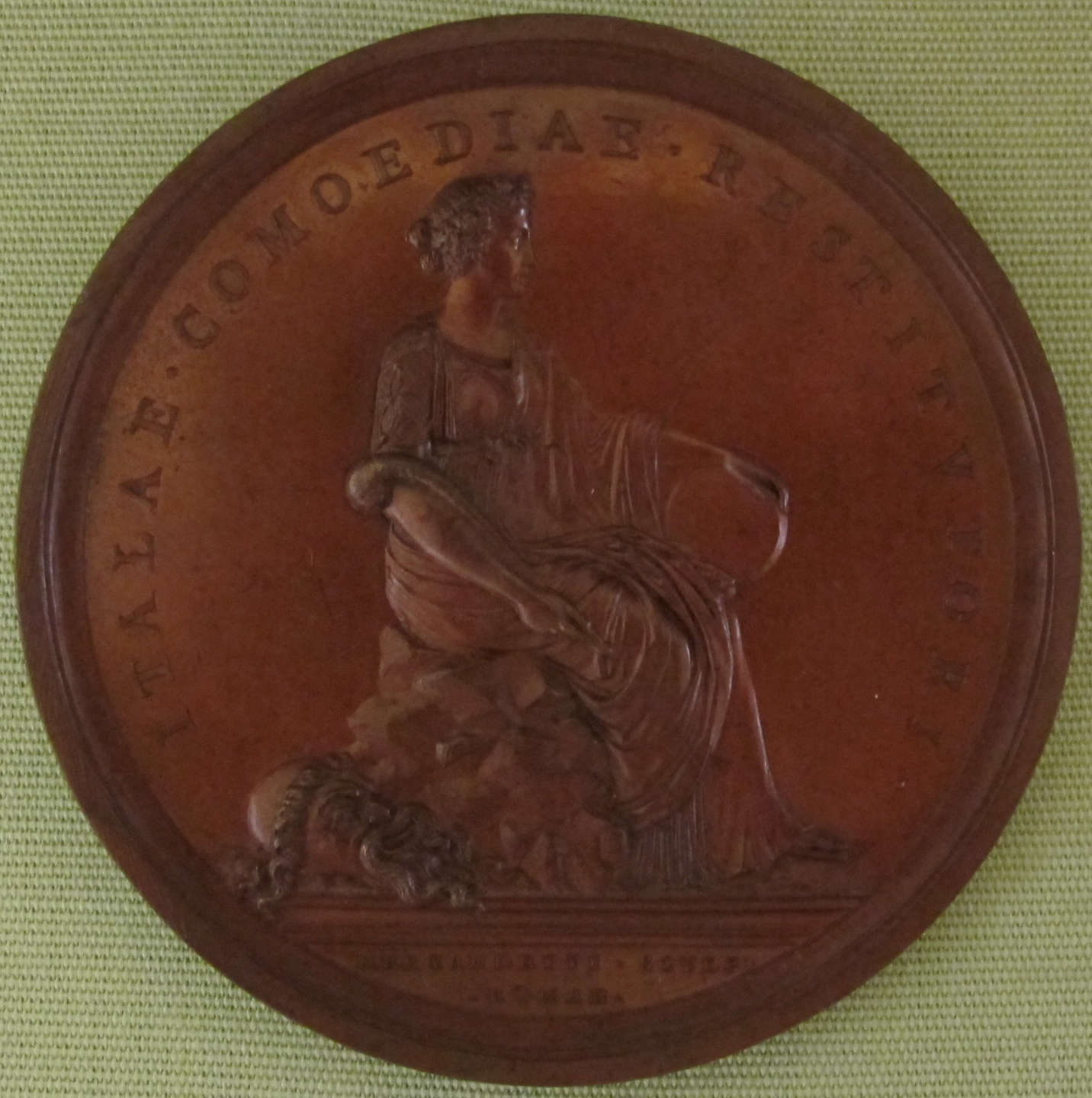
Carlo Goldoni - 1808 medaglia di Tommaso Mercandetti

Tommaso Mercandetti (Roma, 2 dicembre 1758 – Roma, 11 maggio 1821) è stato un incisore e medaglista italiano.

## Biografia
Tommaso Mercandetti nacque a Roma nel 1758, da Pietro e Virginia Fratejace. Stava studiando al seminario di Albano quando, nel 1767, rimase improvvisamente orfano di padre. La madre, a causa delle subentrate difficoltà economiche, lo richiamò a Roma e lo affidò a Girolamo Rossi, incisore romano di pietre dure, che a suo tempo aveva insegnato
quest'arte anche al padre di Tommaso. Dopo tre anni di scuola e pratica presso il Rossi, il Mercandetti poté finalmente cominciare a sostenere la sua famiglia, lavorando come argentiere, dedicandosi principalmente all'incisione di stemmi gentilizi sopra oggetti di argenteria). Quando fu eletto papa Pio VI questi, che già da cardinale aveva apprezzato alcuni lavori del Mercandetti, lo raccomandò a Baldassarre Cortini, che lavorava presso la zecca pontificia. Anche Luigi Valadier, figlio del celebre architetto Andrea, e padre dell'altrettanto famoso architetto Giuseppe, lo prese sotto la sua protezione e gli procurò diverse commissioni per medaglie e lavori di incisione su pietre dure.
La prima medaglia incisa dal Mercandetti (nel 1775) fu quella che riporta sul dritto il ritratto di Alfeno Varo (un celebre giureconsulto di epoca romana, nativo di Cremona) e sul rovescio una vista prospettica del seminario di Cremona. È una medaglia di scarso valore artistico ma si tenga presente che il Mercandetti aveva allora solo 17 anni. Negli anni successivi incise tre medaglie: una a ricordo di Baldassarre Castiglione, l'autore del «Cortigiano» (1778), una per monsignore Andrea Corsini, vescovo di Sabina (1778), e una per i Reali di Napoli (1779). In queste medaglie la vena artistica del Mercandetti emerge in pieno, sia nei ritratti dei dritti, sia nelle allegorie dei rovesci. Il Mercandetti, nella sua autobiografia, accenna anche ad una medaglia incisa per la Società del Volto Santo di Venezia (1776), ma finora non è stato possibile rintracciarla.  Purtroppo nel 1785 il suo protettore Luigi Valadier si suicidò gettandosi nel Tevere e questa fu una grave iattura anche per il Mercandetti.
Negli anni seguenti, osteggiato dai colleghi (soprattutto gli Hamerani) invidiosi delle sue capacità, dovette abbandonare la zecca. Forse fu proprio per questo che, a partire dal 1793, lo vediamo all'opera su una medaglia di Venezia, avendo ricevuto l'incarico di incidere il dritto delle medaglie per la Scuola Grande di Santa Maria della Misericordia.
Nel 1796 il cardinale Della Porta lo fece ritornare alla zecca romana. Qui però l'invidia degli Hamerani continuava a creargli difficoltà. Allora, anche su pressione dei superiori, fra Mercandetti e Gioacchino Hamerani fu firmato nel 1796 un accordo che regolamentava i loro rapporti.  Il Mercandetti incise le medaglie papali annuali del 1796 e 1797. Ma dopo la morte di Gioacchino (1797), le divergenze e i litigi con gli eredi Hamerani ripresero. Come è noto, nel 1798-99, in seguito all'invasione francese in Italia, fu fondata la Repubblica romana e il papa Pio VI fu esiliato. Il Mercandetti, apprezzato per il suo valore artistico, fu nominato Incisore Nazionale, e coniò monete, medaglie e sigilli della Repubblica romana. Ma non fu fortunato perché il denaro da lui anticipato per pagare i suoi assistenti e il materiale non gli furono rimborsati. Quando, per questo motivo, minacciò di sospendere il lavoro, fu minacciato di arresto e di altre penali. Insomma i suoi crediti non gli furono mai pagati. Quando, alla fine del 1799, a Roma arrivarono i Napoletani e la Repubblica cadde, i suoi nemici tornarono a farsi vivi con imposture e calunnie. Il Mercandetti decise allora di andarsene a Bologna. Là ricevette dal cavalier Luigi Salina la commissione per una medaglia commemorativa dell'insigne fisico bolognese Luigi Galvani. Fu un evento importante perché quella medaglia si può considerare la "progenitrice" delle medaglie della sua Serie degli Uomini Illustri che qualche anno più tardi ebbe inizio. La sua permanenza a Bologna non durò a lungo. Ritornò a Roma poco dopo l'elezione del nuovo pontefice Pio VII (1800). Ma gli intrighi dei suoi nemici in primis Giovanni Hamerani, che lo accusava di aver collaborato cogli odiati Giacobini) ripresero. Poco dopo realizzò anche una medaglia commemorativa della entrata di Pio VII a Roma (con l'arco trionfale a piazza del Popolo). Ma negli anni immediatamente successivi (dal 1803 al 1806) fu Giovanni Hamerani (Incisore Camerale) ad incidere le medaglie papali ufficiali (Annuali e Lavande).
Nel 1804, in occasione del viaggio del papa a Parigi per l'incoronazione di Napoleone imperatore, incise una medaglia che riportava sul rovescio i busti dei Santi Pietro e Paolo. Ma il lavoro scarseggiava, e allora decise, con l'incoraggiamento del Pontefice, di iniziare l'incisione di una Serie di medaglie commemorative di Italiani illustri del Settecento e
dell'Ottocento. Erano belle medaglie (di 67-68 millimetri di diametro) dove la bravura del Mercandetti emerge nettamente sia nei ritratti dei Dritti sia nelle scene allegoriche dei rovesci.
La prima medaglia della Serie fu quella del cardinal Giacinto Gerdil (1805), seguita immediatamente da quelle per il Metastasio e per il giureconsulto Vincenso Gravina (1805).
Negli anni successivi la Serie continuò con le medaglie per lo storico Ludovico Antonio Muratori ed il musicista Giovanni Battista Pergolesi (1806), per il medico-patologo Giambattista Morgagni e il commediografo Carlo Goldoni (1808). La medaglia per il filosofo e letterato Nicola Spedalieri, seppur datata 1809, fu realizzata solo alcuni anni più tardi. Degne di nota le bellissime medaglie, della stessa misura della Serie Uomini Illustri, ma con il busto di Pio VII al dritto e, sul rovescio, il Colosseo in una e il Tempietto di San Pietro in Montorio nell'altra. Dopo le medaglie annuali incise da Giovanni Hamerani, nel 1807 venne il turno del Mercandetti con la medaglia annuale che commemorava la canonizzazione di cinque nuovi santi. Ciò fu la conseguenza di una supplica inviata dal Mercandetti al Santo Padre nel maggio di quell'anno.  Poi dal 1808 al 1813 le medaglie annuali non furono coniate. Infatti, come è noto, nel febbraio 1808 i francesi occuparono lo Stato della Chiesa e successivamente
mandarono in esilio Pio VII, in Francia.
Disperato per la nuova situazione, che non sembrava offrire prospettive di lavoro, il Mercandetti si ritirò a Belmonte in Sabina, ma solo, poiché moglie e le figlie non lo vollero seguire. (Il povero Mercandetti doveva mantenere ben 11 donne: la moglie, la suocera, una zia e otto figlie, che poi salirono a nove). A Belmonte il Mercandetti ruppe i contatti con tutti: bruciava perfino, senza leggerle, tutte le lettere che gli pervenivano. Poi le cose sembrarono volgere al meglio. I governanti francesi avevano deciso di riattivare e riordinare la zecca di Roma, affidandone la ripresa al Mercandetti. Si riuscì infine prendere contatto con l'artista e gli furono fatte concrete ed allettante proposte, fra cui la nomina a Incisore Imperiale ed un buon stipendio annuo, cosicché egli acconsentì a ritornare nella città eterna. Egli eseguì allora (1810) una bellissima medaglia con il ritratto di Napoleone sul dritto: doveva servire per premiare i vincitori dei concorsi che si svolgevano il 15 agosto di ogni anno, in occasione del genetliaco dell'Imperatore. Nel 1811, la nascita del Re di Roma fu l'occasione per l'incisione di un nuovo conio, anch'esso molto bello ed elaborato. Tale conio fu poi utilizzato come dritto per le medaglie premio del concorso annuale del 1811. Nel 1812 il Mercandetti incise i conî della medaglia dell'Accademia Romana di Archeologia. Nel 1813 incise quelli per l'Accademia Tiberina. Pare che non abbia fatto altre medaglie degne di nota fino alla caduta del dominio francese a Roma, se non il completamento di qualche medaglia della Serie Uomini Illustri (per esempio Nicola Spedalieri). La scarsità del lavoro, necessario per mantenere la sua numerosa famiglia, unita al mancato recupero del suo vecchio credito di 8114 scudi (risalente ai tempi della Repubblica romana) indussero il Mercandetti a chiedere al Prefetto di Roma il passaporto per poter espatriare (per Tunisi o per l'America). Non gli fu concesso. Ma ormai anche la stella di Napoleone stava tramontando e dopo la sua caduta, nel 1814, Pio VII ritornò a Roma a riprendere possesso della sua antica Sede. Ricominciò anche la coniazione di nuove medaglie papali, come l'annuale del 1814, che inizialmente doveva riportare sul rovescio una visione prospettica della Galleria Lapidaria del Chiaramonti ma che, a seguito della rottura del relativo conio (tanto per cambiare), fu sostituita da una riproduzione dell'affresco di Raffaello sulla liberazione di San Pietro dal carcere. Intanto però altri giovani incisori cercavano di farsi strada (Brandt, Pasinati, Passamonti, ecc.) e il Mercandetti aveva sempre problemi per via del lavoro svolto sotto la dominazione francese. Comunque dal 1814 al 1821 egli ebbe modo di incidere varie medaglie (sia pur alternandosi col Brandt, il Pasinati e il Passamonti). Ricordiamo fra le sue opere migliori:
- le medaglie per Vittorio Alfieri (1815) e per l'architetto militare Francesco De Marchi (1819), che costituiscono una continuazione della sua Serie Uomini Illustri;
- le medaglie raffiguranti la Galleria lapidaria del Museo Chiaramonti (1819) e il Restauro del Campidoglio (1820), della stessa taglia della Serie anzidetta, ottime anche dal punto di vista prospettico;
- le medaglie annuali del 1817 (con il bel gruppo del Laocoonte), del 1820 (visita dell'imperatore d'Austria a Roma) e del 1821 (riconoscimento della salma di San Francesco).

Tommaso Mercandetti morì l'11 maggio 1821.
È interessante notare che dopo la sua morte un certo numero di suoi conî continuarono ad essere usati non solo sotto il pontificato di Pio VII ma anche sotto i pontificati di Leone XII,
Pio VIII e Gregorio XVI (e alcuni perfino sotto Pio IX).
I suoi conî e punzoni ed un certo numero di medaglie furono rilevati più tardi da un collezionista, monsignor Taggiasco, che in tal modo salvò dalla dispersione molti lavori dell'artista. Il ritrovamento della sua autobiografia manoscritta (ampia ma incompleta) ha permesso di chiarire molti aspetti della sua vicenda umana ed artistica (ma non tutti).